# Ácido carbónico
El ácido carbónico es un ácido oxácido proveniente del dióxido de carbono (CO2), siendo su composición H2CO3. También es llamado trioxicarbonato de dihidrogeno (trioxidocarbonato), trioxocarbonato (IV) de hidrógeno o ácido trioxocarbónico (IV). Es un ácido débil pues su constante de ionización es muy pequeña, Ka = 4,5·10-7. El ácido carbónico puede atacar a muchos de los minerales que comúnmente forman las rocas calizas o margosas, descomponiéndolos por ejemplo en bicarbonato de calcio.
Es el producto de la reacción de agua y dióxido de carbono (IV) y existe en equilibrio con este último, por ejemplo, en el agua gasificada o la sangre. No es posible obtener concentraciones significativas de ácido carbónico en disolución acuosa ya que la presencia de una sola molécula de agua promueve su descomposición inmediata en dióxido de carbono(IV) y agua: la energía de asociación entre la molécula de agua agregada y la que se genera por disociación es más grande que la energía de disociación del ácido carbónico. En ausencia absoluta de agua el ácido carbónico sí sería estable, pero se estima que en disolución acuosa existe una concentración menor a 0,003 % bajo esa especie respecto al que se encuentra como dióxido de carbono. Por este motivo se considera que en disolución existe como dióxido de carbono disuelto. 
Entonces, en sus disociaciones ácidas el dióxido de carbono puede perder uno o dos electrones. La hidratación y disociación del primer anión forma el carbonato ácido, también llamado carbonato monoácido, monobásico, hidrogenocarbonato o  anión bicarbonato;  
- CO2 + H2O → HCO3- + H+ (pKa1 = 6,35)

mientras que la disociación del segundo protón forma el anión carbonato. 
- HCO3- → CO3-2 + H+ (pKa2 = 10,33)

Cuando las disoluciones de dióxido de carbono o de bicarbonato reaccionan con una base, pueden formar sales como bicarbonatos o carbonatos. Por ejemplo, combinado con cal (óxido de calcio) se forma el bicarbonato o carbonato de calcio (calcita o aragonito). Que se forme uno u otro depende del pH, es decir, de la proporción del hidróxido u óxido presente. El mármol o el alabastro son ejemplos de carbonatos de calcio o calcitas. Si una calcita entra en contacto con un ácido, por ejemplo clorhídrico, el pH ácido promoverá la protonación del carbonato y liberación de dióxido de carbono, dejando como producto cloruro de calcio. Esta baja resistencia de los carbonatos a los ácidos, incluso al vinagre o a los jugos de frutas, hizo que las mesadas o piletas de cocina de mármol o alabastro cayeran en desuso, y en su lugar se eligieran otros materiales más adecuados como el granito (roca formada por silicatos) u otros. 
Esta reacción de acidificación de carbonatos es la que fundamenta la liberación de dióxido de carbono del polvo leudante. Este consiste en una mezcla de bicarbonato de sodio seco, un acidificante comestible (ácido tartárico) y fécula de maíz como desecante. Mientras la mezcla esté seca no habrá reacción, pero al mezclarlo en una masa húmeda, se formarán burbujas de dióxido de carbono dejando un mínimo residuo de tartrato de sodio.    
El ácido carbónico está presente en las bebidas gaseosas o carbonatadas. En una forma más diluida desempeña un papel principal en la formación de cuevas debido a que disuelve el carbonato de calcio o calcita cuando la concentración de dióxido de carbono (antiguamente anhídrido carbónico) es alta. Este ácido opera como regulador del pH (tampón o buffer) en la disolución lograda para desinfectar el agua cuando es el único medio operante, el ácido carbónico más fuerte, es el sulfato ácido de calcio. El pH de una solución saturada de dióxido de carbono alcanza un pH de 6,5 aproximadamente.
A las sales y ésteres del ácido carbónico se les denominan carbonatos ácidos o bicarbonatos (base conjugada del ácido carbónico). La base conjugada del bicarbonato es el carbonato.

## Como afecta en el cuerpo
El ácido carbónico es crucial para la regulación del pH sanguíneo. Se forma cuando el dióxido de carbono se disuelve en agua en la sangre, creando ácido carbónico, el cual se disocia en bicarbonato y protones. Esta reacción reversible actúa como un sistema de amortiguación que ayuda a mantener el pH de la sangre dentro del rango adecuado (alrededor de 7.35-7.45), compensando cualquier cambio en la acidez y asegurando que el entorno sea propicio para las funciones biológicas.
Además, el ácido carbónico facilita el transporte del dióxido de carbono desde los tejidos, donde se produce como un desecho metabólico, hasta los pulmones, donde se exhala. En los glóbulos rojos, el CO₂ se convierte en ácido carbónico y luego en bicarbonato, que se transporta en el plasma sanguíneo. En los pulmones, este proceso se invierte: el bicarbonato se reconvierte en CO₂ para ser exhalado. Los riñones también juegan un papel crucial al ajustar la excreción de bicarbonato y protones, ayudando a mantener el equilibrio ácido-base en el cuerpo según sea necesario.